# Główna Składnica Uzbrojenia Nr 2
Główna Składnica Uzbrojenia Nr 2 – składnica służby uzbrojenia Wojska Polskiego II RP.
Składnica znajdowała się w Stawach, wówczas 8 km na północny wschód od Dęblina.
Wywiad niemiecki nie zdołał dokładnie zlokalizować tej składnicy przed agresją na Polskę we wrześniu 1939 roku. Wiedział jedynie, że składnica mieści się pod Dęblinem.